# Strahlenphysik
Das Gebiet der Strahlenphysik befasst sich mit den Eigenschaften und der Wechselwirkung ionisierender Strahlung mit Materie. Je nach Kontext stehen dabei unterschiedliche Teilgebiete der Physik im Vordergrund.
Im Kontext von Radiologie, Nuklearmedizin, medizinischer Physik und Strahlenbiologie wird die biologische Wirkung ionisierender Strahlung untersucht. Ionisierende Strahlung ist dabei nicht immer schädlich für die Gesundheit (Strahlenbelastung), sondern wird in der Strahlentherapie auch gezielt eingesetzt um Krankheiten zu heilen oder deren Fortschreiten zu verzögern. Daneben sind bildgebende Verfahren ein Teilgebiet der Strahlenphysik.